# Bocote

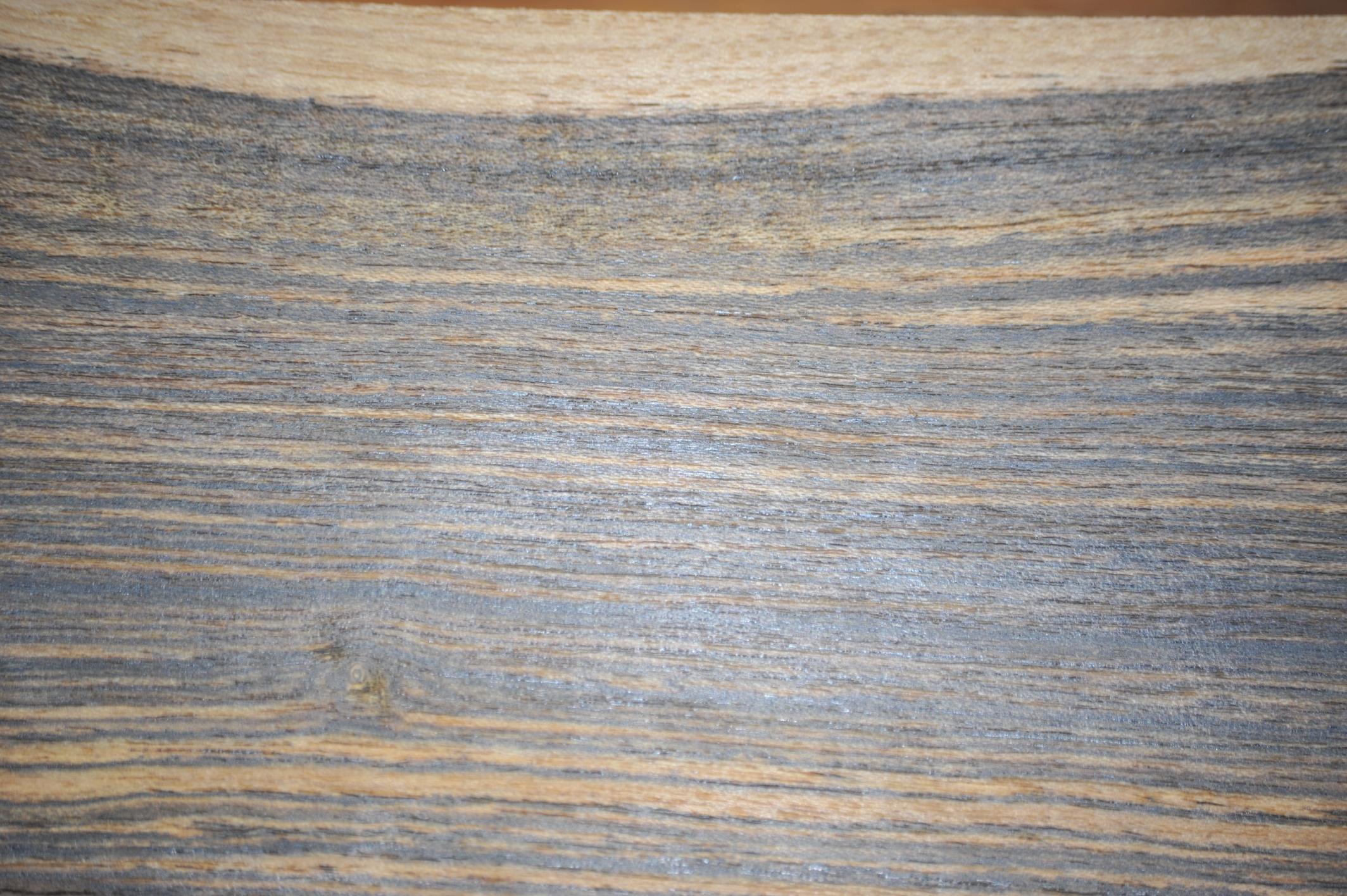
Bocote, Barcino (Cordia elaeagnoides)

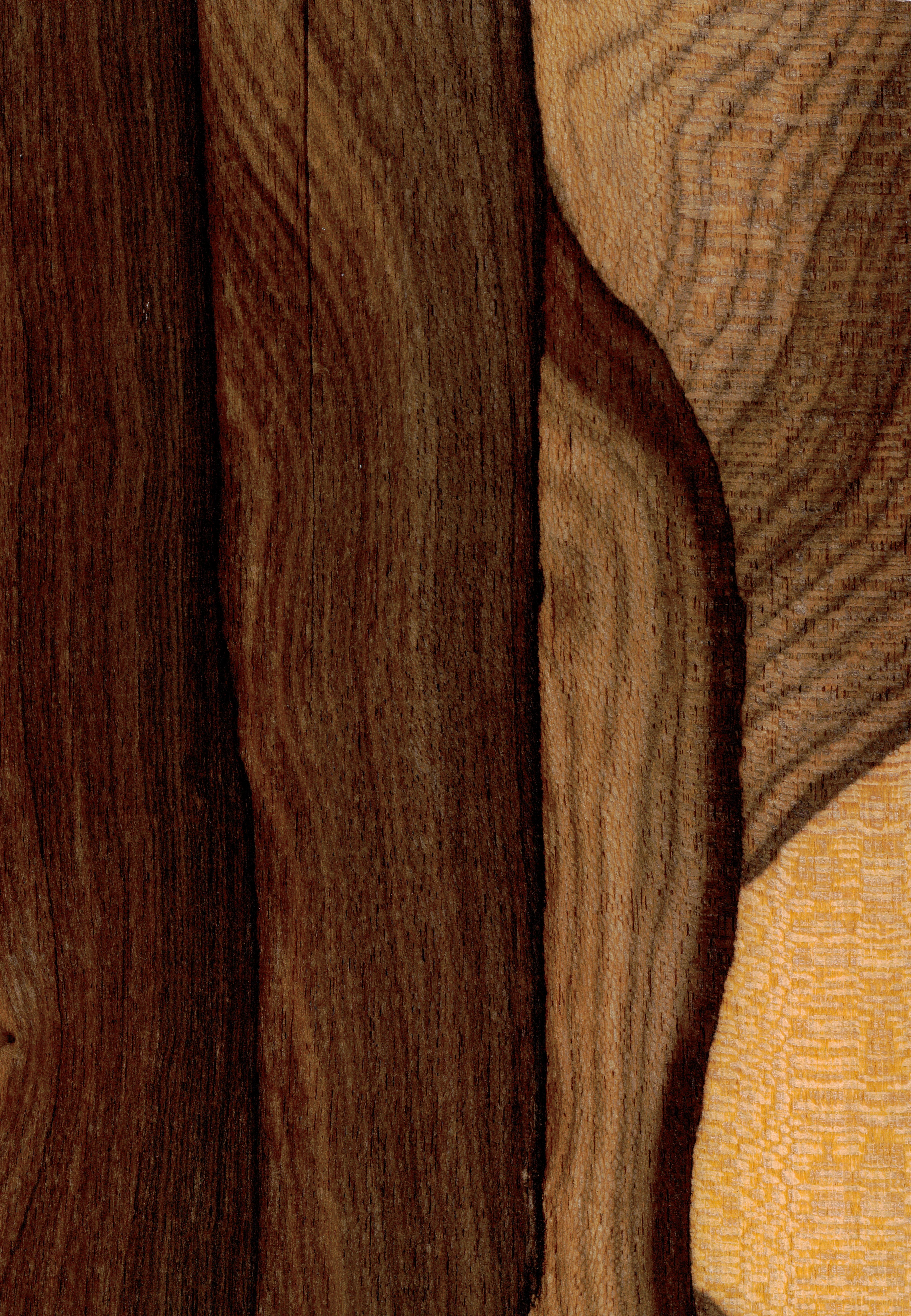
Ziricote-Furnierholz von Cordia dodecandra

Bocote ist der spanische Trivialname für mehrere zentralamerikanische Baumarten aus der Gattung Cordia innerhalb der Familie der Raublattgewächse (Boraginaceae), beziehungsweise eine Bezeichnung für deren Harthölzer. Sie werden auch als Rio-Grande oder Mexiko Palisander oder als Mexikanisches und Dominikanisches Rosenholz bezeichnet.
Eine wichtige Bocote-Art ist Bojon (Cordia gerascanthus), ihr Holz wird als Klangholz beim Bau von Gitarren verwendet. Weitere Arten für Bocote-Holz sind Barcino  (Cordia elaeagnoides), Freijo (Cordia alliodora), Louro Preto (Cordia megalantha), Ziricote (Cordia dodecandra).